# Espresso Tônica
Espresso Tônica é um coquetel não alcoólico feito pela mistura de café expresso e água tônica. Registrada pela primeira vez em 2007, a bebida tornou-se popular na Escandinávia antes de se espalhar pela América do Norte, Japão e pelo mundo todo. Os principais ingredientes são o expresso e a água tônica, mas outros aromas podem ser adicionados.

## História
Embora a água tônica tenha sido patenteada em 1858 em Londres, e as máquinas de café expresso tenham sido inventadas em 1905 na Itália, o primeiro registro da criação dessa bebida foi em Oslo em 2007, onde foi misturada por um barista que trabalhava com os futuros fundadores da empresa sueca Koppi Roasters, Anne Lunell e Charles Nystrand. Mais tarde, em 2007, ela apareceu no cardápio da Koppi Roasters em Helsingborg, com o nome de Kaffe & Tonic. Sua popularidade cresceu na Escandinávia e, na década de 2010, a bebida se espalhou pela cultura cafeeira norte-americana como resultado de competições internacionais de baristas. Em 2015, a bebida também se espalhou pelo Japão. A bebida foi associada à "moda barista" pela historiadora Wendy Pojmann. Em 2019, a rede de cafeterias britânica Caffe Nero fez uma parceria com a empresa de bebidas Fever-Tree para vender duas variações da bebida em seus pontos de venda.

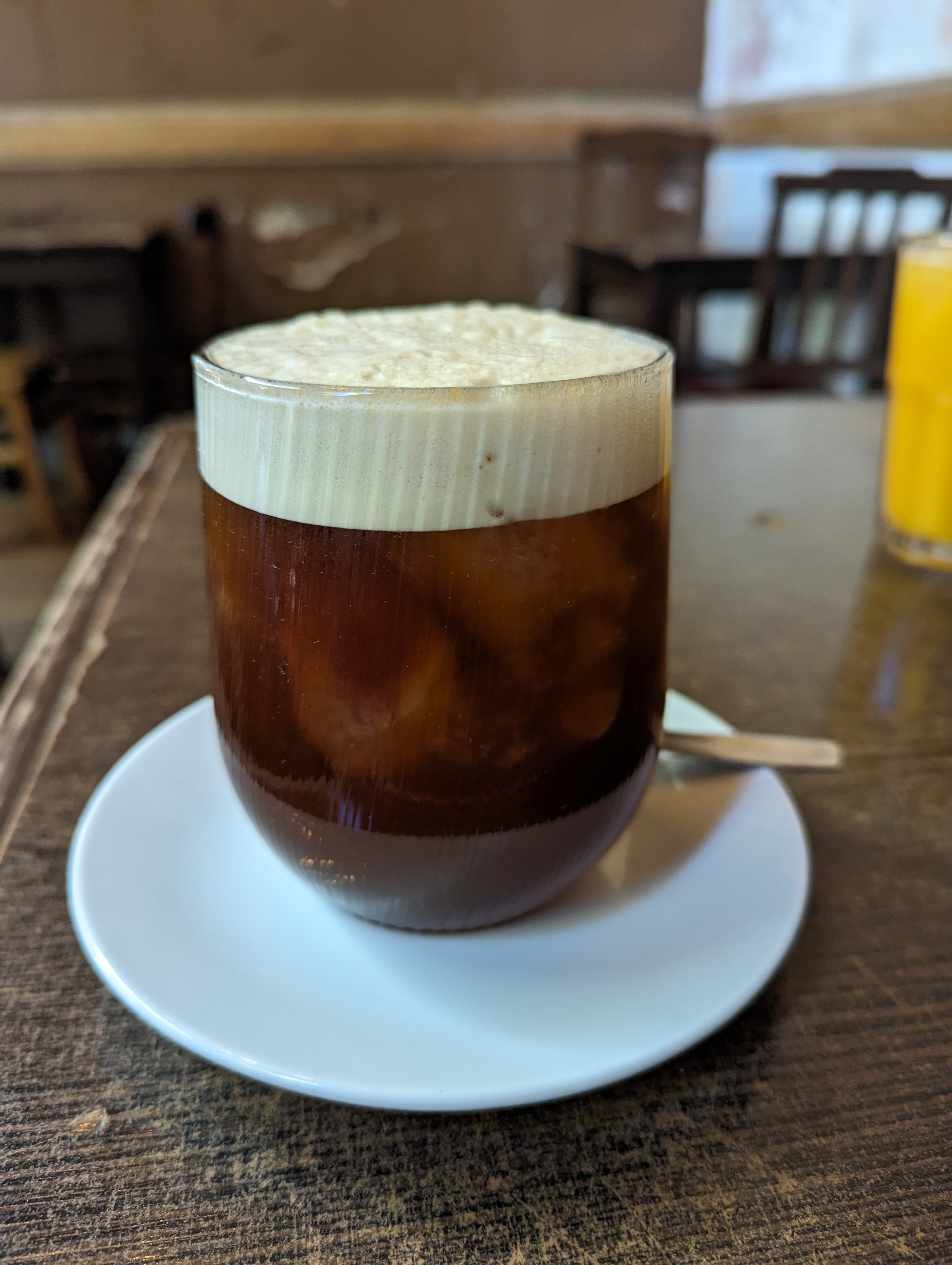
Espresso Tônica servido em Montevidéu, 2023

## Apresentação
A bebida é tradicionalmente criada despejando-se café expresso sobre água tônica gelada, criando uma bebida em camadas. Se a água tônica for derramada sobre o expresso, cria-se uma espuma na bebida. A bebida também pode incluir xarope de açúcar, um enfeite de limão, ou outros sabores, como cereja, limão ou mel. Os baristas japoneses são os primeiros a adicionar sabores adicionais à bebida. As sugestões para servir incluem o uso de um Copo Collins e um canudo.